# Holboellia angustifolia
Holboellia angustifolia là một loài thực vật có hoa trong họ Lardizabalaceae. Loài này được Wall. mô tả khoa học đầu tiên năm 1824.